# Lebeckia cinerea
Lebeckia cinerea är en ärtväxtart som beskrevs av Ernst Meyer. Lebeckia cinerea ingår i släktet Lebeckia och familjen ärtväxter. Inga underarter finns listade i Catalogue of Life.